# The Half Breed (film 1922)
The Half Breed è un film muto del 1922 diretto da Charles A. Taylor. La sceneggiatura si basa Half-Breed: a Tale of Indian Territory, lavoro teatrale di H. D. Cottrell e Oliver Morosco (circa 1906).

## Produzione
Il film fu prodotto dalla Oliver Morosco Productions.

## Distribuzione
Il copyright del film, richiesto dalla Oliver Morosco Productions, Inc. e dalla Morosco Holding Co., fu registrato il 15 novembre 1921 e il 7 luglio 1922 con i numeri LU17194 e LP18037.

Distribuito dalla Associated First National Pictures e presentato da Oliver Morosco, il film uscì nelle sale cinematografiche statunitensi nel giugno 1922. In Finlandia, fu distribuito il 23 marzo 1924.
Non si conoscono copie ancora esistenti della pellicola che viene considerata presumibilmente perduta.